# Явор Милушев
Явор Тодоров Милушев е български актьор.

## Биография и творчество
Роден на 9 януари 1948 г. в София. Следва радиофилмова и телевизионна техника в Чехословакия. През 1972 г. завършва актьорско майсторство във ВИТИЗ „Кръстьо Сарафов“ в класа на Желчо Мандаджиев и Кръстьо Мирски. Специализира в Лондон, Великобритания (1980). В Wirral College, Management & Marketing (1992).
Получава покана да постъпи в Театър „София“, но след отбиване на военна служба в Кърджали постъпва в Драматичен театър „Н. О. Масалитинов“ в Пловдив (1973 – 1979), в театър „Сълза и смях“ (1979 – 1993), играе и в Театър „199“ и Малък градски театър „Зад канала“, гастролира с постановки на тези театри в Русия, Франция, Германия, Унгария, Румъния, Югославия, Украйна, Македония и в много градове в страната.
Член на СБФД (1991), на Съюза на артистите в България и на Rotary Club.
Депутат е в XXXIX народно събрание от листата на НДСВ. Заместник-министър на културата (от септември 2007 г.) в правителството на Сергей Станишев.

## Личен живот
Женен е за актрисата Цветана Манева.

## Театрални роли
- „Двама на люлката“ (Уилям Гибсън) – Джери Райън, режисьор Любен Гройс
- „Медея“ (Еврипид) – Язон, режисьор Любен Гройс
- „Много шум за нищо“ (Уилям Шекспир) – Дон Педро, режисьор Любен Гройс
- „Двамата веронци“ (Уилям Шекспир) – Валентин, режисьор Любен Гройс
- „Ромео и Жулиета“ (Уилям Шекспир) – Парис, Меркуцио, режисьор Любен Гройс
- „Албена“ (Йордан Йовков) – Сенебирски, режисьор Любен Гройс
- „Чичовци“ (Иван Вазов) – Даскал Гатю, режисьор Иван Добчев
- „Госпожица Юлия“ (Август Стриндберг) – Жан, режисьор Румен Чакъров
- „Дванадесета нощ“ (Уилям Шекспир) (на есперанто) – Орсино, режисьор Димитър Стоянов
- „Трамвай желание“ (Тенеси Уилямс) – Стенли Ковалски, режисьор Младен Киселов
- „Антигона“ (Жан Ануи) – Хемон, режисьор Димитър Стоянов
- „Виват кралицата“ (Робърт Болт) – Роберт Дъдли, режисьор Димитър Стоянов
- „Случайната смърт на един анархист“ (Дарио Фо) – Анархистът, режисьор Красимир Спасов
- „Солунските атентатори“ (Георги Данаилов) – Борис Сарафов, режисьор Красимир Спасов
- „Докле е младост“ (Георги Данаилов) – Прокурора, режисьор Красимир Спасов
- „Хъшове“ (Иван Вазов) – Владиков, режисьор Уляна Матева
- „Вампир“ (Антон Страшимиров) – Динко, Христо Кръчмаров
- „Чер хайвер и леща“ (Скарначи и Тарабузи) – Дон Леонида Ламана, режисьор Стойко Генов
- „Смърт“ (Уди Алън) – Клейман, режисьор Симеон Димитров
- „Любовникът“ (Харолд Пинтър) – Ричард, режисьор Димитър Стоянов
- „Благородния испанец“ (Съмърсет Моъм) – Испанеца, режисьор Димитър Стоянов
- „Коронацията“ (Етиен Ребоденго) – Президента, режисьор Бина Харалампиева
- „Ромео и Жулиета“ (Уилям Шекспир) – Отец Лоренцо, режисьор Бина Харалампиева и други.

### Телевизионен театър
- „Звезда от последна величина“ (1990) (Неда Антонова)
- „Дълъг ден“ (1988) (Виктория Токарева) – мъжът на Виктория
- „Двама на люлката“ (1987) (Уилям Гибсън) – адвокатът Джери Райън
- „Великото чудо“ (1986) (Николай Георгиев)
- „Дежурната администраторка слуша“ (1985) (Борис Тъжнев)
- „Камбани“ (1984) (Генадий Мамлин)
- „Огненият кръг“ (1984) (Светослав Славчев)
- „Сурово време“ (1981) (Стефан Дичев), 2 части – Манастър
- „Хайдушки копнения“ (1980) (Пейо Яворов) – капитан Павле
- „Приказки от един живот“ (1977) (Олга Кръстева)
- „Пластове“ (1977) (Петър Кольовски)
- „Скъперникът“ (1972) (Молиер)

Играе в постановки на Роксена Кирчева, Павел Павлов, Асен Траянов, Хачо Бояджиев, Любен Гройс, Милен Гетов, Николай Георгиев, Нина Минкова, Чавдар Савов, Димитрина Гюрова и други; в „Аленото цвете“ на реж. Йордан Джумалиев изпълнява ролята на Звяра, който се превръща в красив принц, но за финалния кадър се използва дубльор, тъй като не е достатъчно красив за финал на детска приказка; за новогодишната програма на реж. Никола Петков в пародията на финалната сцена между Дездемона и Отело играе с истински лъв; в постановката на Теофана Преславска „Приказки от един живот“ изпълнява ролята на Ханс Кристиан Андерсен.
Издава CD със стихове на Яворов и оригинална музика на Теодосий Спасов, с когото изнасят концерти в страната и чужбина и участват във фестивалите „Яворови дни“ в Поморие. Писателски дебют прави с есето „Тихо, българският народ спи!“ във в. „Култура“, публикува материали в периодичния печат и издава книгите „42 – 23“ и две издания на „Чешки профили“.
В началото на новото столетие преустановява творческата си дейност в театъра и киното, без да оповестява мотивите за това решение.

## Филмография
| Година      | Филми и Сериали                                                             | Серии | Копродукции           | Роля                                                                                   |
| ----------- | --------------------------------------------------------------------------- | ----- | --------------------- | -------------------------------------------------------------------------------------- |
| 2013        | Дървото на живота (тв сериал)                                               | 24    |                       | генералът, министър на войната                                                         |
| 1997        | Рекет (Il Racket) Гражданинът въстава (алтернативно заглавие)               | 6     | Италия                | наркобос, конкурент на Грумо                                                           |
| 1997        | Ловджийска чанта (Il carniere) Синът на комарджията (алтернативно заглавие) |       | Италия                | Милан                                                                                  |
| 1995        | Хищна птица („Bird of Prey“)                                                |       | САЩ/България          | шефът на полицията                                                                     |
| 1992        | Денят на свинята („Il giorno del porco“)                                    |       | Италия                | Арос                                                                                   |
| 1987        | По здрач                                                                    |       |                       | адвокат Стефан Лефтеров                                                                |
| 1987        | Копнежи по белия път                                                        |       |                       | Хинду, илюзионист                                                                      |
| 1986        | По следите на капитан Грант (В поисках капитана Гранта) (тв сериал)         | 7     | СССР/България         | индианецът Талкав                                                                      |
| 1985        | Не се сърди, човече!                                                        |       |                       | Огнян                                                                                  |
| 1984        | Тайната на Аполония (Vrak)                                                  |       | Чехословакия/България | Янис                                                                                   |
| 1984        | Дело 205/1913 г. П.К.Яворов                                                 |       |                       | Пейо Крачолов Яворов                                                                   |
| 1983        | Фалшификаторът от „Черния кос“ (тв сериал)                                  | 3     |                       | Богомил Джоков (в 2 серии: I, II)                                                      |
| 1982        | Почти ревизия (тв сериал)                                                   | 4     |                       | доктор Илков                                                                           |
| 1982        | Най-тежкият грях                                                            |       |                       | Бобчев от радиото                                                                      |
| 1981        | Баш майсторът фермер (тв)                                                   |       |                       | Иръпшъна, таксиметровият шофьор                                                        |
| 1980        | Вярност                                                                     | 2     |                       | Петър, командирът на заставата                                                         |
| 1979        | Фильо и Макензен (тв сериал)                                                | 7     |                       | капитан Недков, офицер от кавалерията                                                  |
| 1978        | По дирята на безследно изчезналите (тв сериал)                              | 4     |                       |                                                                                        |
| 1978        | Пътят към София (Путь к Софии) (тв сериал)                                  | 5     | България/СССР         | Тодор, бунтовникът                                                                     |
| 1977 – 1982 | Четвъртото измерение (тв сериал)                                            | 6     |                       | Кольо Стефанов                                                                         |
| 1976        | Вината                                                                      |       |                       | журналистът                                                                            |
| 1976        | Лебед                                                                       |       |                       | Милан                                                                                  |
| 1976        | Един наивник на средна възраст                                              | 2     |                       | Чарли, наркоман                                                                        |
| 1976        | Реквием за една мръсница                                                    | 2     |                       | Чарли (в I серия: „Синята безпределност“)                                              |
| 1975        | Сватбите на Йоан Асен                                                       | 2     |                       | царския шут                                                                            |
| 1975        | Началото на деня                                                            |       |                       | бригадир                                                                               |
| 1974        | Синята лампа (тв сериал)                                                    | 10    |                       | Хъмпърдинг (в V серия „Танго с Фани“)                                                  |
| 1973        | Зелената ракета                                                             |       | Военна киностудия     |                                                                                        |
| 1973        | Пикник                                                                      |       |                       | поручик Иванов                                                                         |
| 1973        | Игрек 17                                                                    |       |                       | „Игрек 117“/изобретателят Едисон                                                       |
| 1972        | Три дена арест                                                              |       | Военна киностудия     | войникът                                                                               |
| 1971        | Утре ше решим                                                               |       |                       | младежът                                                                               |
| 1971        | Необходимият грешник                                                        |       |                       | автомонтьорът Боби – (Борис Йорданов Тодоров)                                          |
| 1971        | Няма нищо по-хубаво от лошото време                                         |       |                       | мъжът с обецата, художник, един от гостите на Грот (не е посочен в надписите на филма) |
| 1969, 1971  | На всеки километър (тв сериал)                                              | 26    |                       | Явор (в XXV серия: „След години“ (1971)                                                |
| 1970        | Черните ангели                                                              | 2     |                       | синът на проф. Секеларов, и глас зад кадър в паниката „Мария, Мария“                   |
| 1970        | Сбогом, приятели!                                                           |       |                       | младежът в кафенето                                                                    |
| 1964        | Русият и Гугутката (тв)                                                     |       |                       |                                                                                        |

- Възстановителна репетиция (2005) – реж. Светослав Овчаров (документален)